# Duivendrecht
Duivendrecht – wieś w Holandii w gminie Ouder-Amstel, na przedmieściach Amsterdamu.
W 2018 wieś liczyła 4 730 mieszkańców.
W Duivendrechcie znajduje się stacja kolei i metra Duivendrecht.
We wsi znajdują się dwa zabytki rangi krajowej: Sophia's Hoeve (ul. Rijksstraatweg 226) i Anthoniushoeve (ul. Rijksstraatweg 228) oraz kilka rangi gminnej: szkoła (Schoolpad 1-2), kościół protestancki (De Kleine Kerk w Duivendrechcie) (Rijksstraatweg 129) z domem (Rijksstraatweg 127), gospodarstwo „Mijn Genoegen” (Rijksstraatweg 186), kościół św. Urbana w Duivendrechcie (Rijksstraatweg 230) i jego plebania.